# 洛海崖
洛海崖（英語：Lowe Bluff），是南極洲的海崖，位於瑪麗伯德地，處於堪薩斯冰川和阿拉斯加峽谷之間，美國地質調查局根據測量和該國海軍的空中照片繪入地圖，現時由南極條約體系管理。